# Orlandov steber
Orlandov steber je kamnit steber s kipom legendarnega srednjeveškega viteza Orlanda, ki stoji na sredini trga Luža v Dubrovniku. Na vrhu stebra je skozi stoletja plapolala bela zastava Dubrovniške republike z likom dubrovniškega zaščitnika sv. Vlaha.
Kip je bil postavljen leta 1414 in je najstarejša ohranjena javna skulptura v Dubrovniku. Steber je izdelan v gotskem slogu in je delo kiparja Benina iz Milana. Dubrovčani so na trgu Luža pred Orlandovim stebrom izvajali različne dejavnosti: razglašali so državne (mestne) odredbe, opravljali državne svečanosti, pa tudi javne kazni.
Orlandov steber je bil sprva obrnjen proti vzhodu, v smeri proti carinarnici. Tekom stoletji so ga večkrat prestavili. Leta 1825, ko ga je porušil močan veter, so ga ponovno postavili na mesto kjer stoji še danes obrnjenega z obrazom proti severu. Dolžino lakta desne roke so nekoč uporabljali kot dolžinsko mero, to je t. i. dubrovniški laket, ki meri 51,2 cm.